# 学びを結果に変えるアウトプット大全
学びを結果に変えるアウトプット大全（まなびをけっかにかえるアウトプットたいぜん）は、樺沢紫苑によって書かれた本。

## 概要
2018年8月、サンクチュアリ・パブリッシングから出版。
説明やアイデアや雑談や交渉などの全ての能力を最大化させる方法、精神科医による脳科学に裏づけされた伝え方、書き方、動き方を述べる。
2018年10月、日本出版販売の調べでビジネス書売り上げランキングで1位。
2018年、有隣堂の調べで年間のビジネス書売り上げランキングで8位。
2019年1月、ITエンジニア本大賞2019 ビジネス書部門ベスト10に選ばれる。
2019年、フライヤーの年間閲覧数のランキングで1位。
2021年、フライヤーの最も読まれたビジネス書ランキングで2位。
61万部を突破。